# Saneczkarstwo na Zimowych Igrzyskach Olimpijskich 2002
Saneczkarstwo na Zimowych Igrzyskach Olimpijskich 2002 odbyło się w dniach 10 – 13 lutego 2002 roku na torze Utah Olympic Park. Zawodnicy walczyli w jedynkach kobiet i mężczyzn oraz dwójkach mężczyzn.

## Wyniki

### Jedynki mężczyzn
| Miejsce | Zawodnik           | Reprezentacja     | Czas     |
| ------- | ------------------ | ----------------- | -------- |
| złoto   | Armin Zöggeler     | Włochy            | 2:57,941 |
| srebro  | Georg Hackl        | Niemcy            | 2:58,270 |
| brąz    | Markus Prock       | Austria           | 2:58,283 |
| 4.      | Adam Heidt         | Stany Zjednoczone | 2:58,606 |
| 5.      | Albiert Diemczenko | Rosja             | 2:58,996 |
| 6.      | Karsten Albert     | Niemcy            | 2:59,046 |
| 7.      | Denis Geppert      | Niemcy            | 2:59,154 |
| 8.      | Markus Kleinheinz  | Austria           | 2:59,211 |
| 9.      | Wilfried Huber     | Włochy            | 2:59,319 |
| 10.     | Rainer Margreiter  | Austria           | 2:59,637 |

### Dwójki mężczyzn
| Miejsce | Zawodnicy                                 | Reprezentacja     | Czas     |
| ------- | ----------------------------------------- | ----------------- | -------- |
| złoto   | Patric Leitner Alexander Resch            | Niemcy            | 1:26,082 |
| srebro  | Mark Grimmette Brian Martin               | Stany Zjednoczone | 1:26,216 |
| brąz    | Chris Thorpe Clay Ives                    | Stany Zjednoczone | 1:26,220 |
| 4.      | Steffen Skel Steffen Wöller               | Niemcy            | 1:26,375 |
| 5.      | Chris Moffat Eric Pothier                 | Kanada            | 1:26,501 |
| 6.      | Tobias Schiegl Markus Schiegl             | Austria           | 1:26,518 |
| 7.      | Gerhard Plankensteiner Oswald Haselrieder | Włochy            | 1:26,616 |
| 8.      | Andreas Linger Wolfgang Linger            | Austria           | 1:26,684 |
| 9.      | Ľubomír Mick Walter Marx                  | Słowacja          | 1:26,706 |
| 10.     | Ivars Deinis Sandris Bērziņš              | Łotwa             | 1:26,906 |

### Jedynki kobiet
| Miejsce | Zawodniczka          | Reprezentacja     | Czas     |
| ------- | -------------------- | ----------------- | -------- |
| złoto   | Sylke Otto           | Niemcy            | 2:52,464 |
| srebro  | Barbara Niedernhuber | Niemcy            | 2:52,785 |
| brąz    | Silke Kraushaar      | Niemcy            | 2:52,865 |
| 4.      | Angelika Neuner      | Austria           | 2:54,162 |
| 5.      | Becky Wilczak        | Stany Zjednoczone | 2:54,254 |
| 6.      | Lilija Łudan         | Ukraina           | 2:54,499 |
| 7.      | Sonja Manzenreiter   | Austria           | 2:54,537 |
| 8.      | Ashley Hayden        | Stany Zjednoczone | 2:54,658 |
| 9.      | Anna Orlova          | Łotwa             | 2:54,739 |
| 10.     | Iluta Gaile          | Łotwa             | 2:55,073 |